# Зеліц
Зеліц (нім. Seelitz) — громада в Німеччині, розташована в землі Саксонія. Входить до складу району Середня Саксонія. Складова частина об'єднання громад Рохліц.
Площа — 31,08 км2. Населення становить 1669 ос. (станом на 31 грудня 2020).